# AqBurkitt

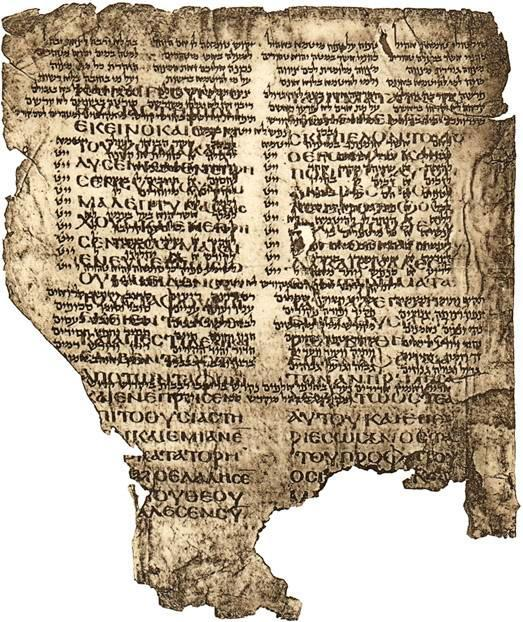

AqBurkitt acronimo che designa i frammenti della traduzione letterale della Bibbia ebraica in greco da Aquila. Si tratta di un manoscritto dei Settanta in palinsesto datato fine del V secolo e l'inizio del VI secolo. La traduzione di Aquila è stata eseguita all'incirca nel corso dell'anno 130 CE.

## Scoperta
Questi frammenti palinsesto dei libri dei Re sono stati trovati nella geniza Ben Ezra Synagogue, Egitto.

## Descrizione
Il manoscritto contiene parti 1 Re 20: 7-17 e 2 Re 23: 12-27. Questo palinsesto è scritto in greco, ma il Tetragramma scritto in caratteri ebraici arcaici (), nei seguenti luoghi: 1 Re 20:13, 14; 2 Re 23:12, 16, 21, 23, 25, 26, 27. Frammenti di manoscritti sono stati datati alla fine del V secolo e l'inizio del VI secolo.